# Procrangonyx limpidus
Procrangonyx limpidus is een vlokreeftensoort uit de familie van de Pseudocrangonyctidae. De wetenschappelijke naam van de soort is voor het eerst geldig gepubliceerd in 2004 door Hou & Li.